# Daicel
Daicel ist eine japanische Firma, die chemische Spezialprodukte entwickelt und herstellt. Der Stammsitz befindet sich in Osaka. Das Unternehmen wurde 1919 gegründet. 1934 wurde Fujifilm ausgegründet. Der Umsatz betrug im Jahre 2019 rund 4,2 Mrd. USD.
Zu den Produkten gehören Celluloseacetat, Essigsäure, Cycloolefin-Copolymere, Airbag-Gasgenerator.
Tochterunternehmen in Europa sind:
- Daicel (Europa) GmbH, Raunheim (Ein- und Verkaufsbüro)
- Chiral Technologies Europe S.A.S, Illkirch (Entwicklung und Handel von Produkten der Seperation und Bioseperation)
- Daicel Safety Systems Europe Sp. z o.o., Zarow (Airbag-Gasgeneratoren)